# Liste der Baudenkmale in Schneverdingen
In der Liste der Baudenkmale in Schneverdingen sind alle Baudenkmale der niedersächsischen Gemeinde Schneverdingen im Landkreis Heidekreis. Der Stand der Liste ist das Jahr 2021.

## Baudenkmale in den Ortsteilen

### Ehrhorn

#### Gruppe Kriegsgräberstätte Ehrhorner Heuweg
Die Gruppe „Kriegsgräberstätte Ehrhorner Heuweg“ hat die ID 32686869.
| Lage                                       | Bezeichnung       | Beschreibung                                                                                                 | ID       | Bild |
| ------------------------------------------ | ----------------- | --- | -------- | ---- |
| Ehrhorn Heuweg 53° 11′ 27″ N, 9° 49′ 23″ O | Begräbnisstätte   | Kriegsgräberstätte von russischen und unbekannten Soldaten                                                   | 18289551 |      |
| Ehrhorn Heuweg 53° 11′ 25″ N, 9° 49′ 24″ O | Begräbnisstätte   | Opferstätte von 156 unbekannten Opfern eines KZ-Zuges                                                        | 18289539 |      |
| Ehrhorn Heuweg 53° 11′ 25″ N, 9° 49′ 22″ O | Kriegerdenkmal    | Kriegerdenkmal                                                                                               | 18289535 |      |
| Ehrhorn Heuweg 53° 11′ 26″ N, 9° 49′ 22″ O | Kriegsopferstätte | Kriegsopferstätte von 480 namenlosen sowie einigen bekannten Kriegsopfern des Ausweichkrankenhaus Wintermoor | 18289547 |      |

#### Einzelbaudenkmale
| Lage                                 | Bezeichnung              | Beschreibung | ID       | Bild |
| ------------------------------------ | ------------------------ | ------------ | -------- | ---- |
| Ehrhorn 1 53° 10′ 33″ N, 9° 53′ 2″ O | Wohn-/Wirtschaftsgebäude |              | 18289447 | BW   |
| Ehrhorn 3 53° 10′ 35″ N, 9° 53′ 1″ O | Wohn-/Wirtschaftsgebäude |              | 41033658 | BW   |

### Großenwede
| Lage                                             | Bezeichnung              | Beschreibung | ID       | Bild |
| ------------------------------------------------ | ------------------------ | ------------ | -------- | ---- |
| Lauenbrücker Straße 5 53° 8′ 24″ N, 9° 41′ 46″ O | Wohn-/Wirtschaftsgebäude |              | 32742225 | BW   |
| Schultenwede 1 53° 7′ 56″ N, 9° 41′ 49″ O        | Speicher                 |              | 32742082 | BW   |

### Heber

#### Gruppe Hofanlage Bockheber
Die Gruppe „Hofanlage Bockheber“ hat die ID 32686933.

| Lage                                     | Bezeichnung              | Beschreibung | ID       | Bild |
| ---------------------------------------- | ------------------------ | ------------ | -------- | ---- |
| Hof Bockheber 53° 6′ 12″ N, 9° 52′ 46″ O | Wohn-/Wirtschaftsgebäude |              | 18288260 |      |
| Hof Bockheber 53° 6′ 12″ N, 9° 52′ 47″ O | Schweinestall            |              | 18288256 | BW   |
| Hof Bockheber 53° 6′ 11″ N, 9° 52′ 49″ O | Stall                    |              | 18288248 | BW   |
| Hof Bockheber 53° 6′ 11″ N, 9° 52′ 45″ O | Scheune                  |              | 32742484 | BW   |
| Hof Bockheber 53° 6′ 12″ N, 9° 52′ 44″ O | Speicher                 |              | 18288252 | BW   |
| Hof Bockheber 53° 6′ 13″ N, 9° 52′ 47″ O | Häuslingshaus            |              | 18288264 | BW   |
| Hof Bockheber 53° 6′ 13″ N, 9° 52′ 47″ O | Scheune                  |              | 18288268 | BW   |

#### Gruppe Hofanlage Hillern Nr. 1
Die Gruppe „Hofanlage Hillern Nr. 1“ hat die ID 32686920.

| Lage                                 | Bezeichnung              | Beschreibung | ID       | Bild |
| ------------------------------------ | ------------------------ | ------------ | -------- | ---- |
| Hillern 1 53° 3′ 21″ N, 9° 51′ 28″ O | Wohn-/Wirtschaftsgebäude |              | 18287592 | BW   |
| Hillern 1 53° 3′ 20″ N, 9° 51′ 28″ O | Speicher                 |              | 18287584 | BW   |
| Hillern 1 53° 3′ 21″ N, 9° 51′ 27″ O | Stall                    |              | 18287588 | BW   |
| Hillern 1 53° 3′ 22″ N, 9° 51′ 26″ O | Scheune                  |              | 18287610 | BW   |
| Hillern 1 53° 3′ 22″ N, 9° 51′ 28″ O | Scheune                  |              | 18287606 | BW   |

#### Gruppe Hofanlage Möhr
Die Gruppe „Hofanlage Möhr“ hat die ID 32686945.

| Lage                                | Bezeichnung   | Beschreibung                            | ID       | Bild |
| ----------------------------------- | ------------- | --------------------------------------- | -------- | ---- |
| Hof Möhr 53° 5′ 49″ N, 9° 50′ 59″ O | Wohnhaus      | Alfred Toepfer Akademie für Naturschutz | 18288051 |      |
| Hof Möhr 53° 5′ 52″ N, 9° 50′ 58″ O | Häuslingshaus |                                         | 18288112 | BW   |
| Hof Möhr 53° 5′ 51″ N, 9° 51′ 1″ O  | Stall         |                                         | 18288096 | BW   |

#### Einzelbaudenkmal
| Lage                                            | Bezeichnung               | Beschreibung | ID       | Bild           |
| ----------------------------------------------- | ------------------------- | ------------ | -------- | -------------- |
| B 3 53° 4′ 25″ N, 9° 51′ 47″ O                  | Kriegerdenkmal            |              | 18287823 |                |
| Hillern 2 53° 3′ 17″ N, 9° 51′ 25″ O            | Schafstall                |              | 18287572 | BW             |
| Hof Langwedel 53° 3′ 40″ N, 9° 52′ 44″ O        | Wohn-/ Wirtschaftsgebäude |              | 18287650 | BW             |
| Hof Wulfsberg 1 53° 7′ 33″ N, 9° 54′ 1″ O       | Treppenspeicher           |              | 32742417 |                |
| Lindenstraße 7 53° 4′ 35″ N, 9° 51′ 18″ O       | Mauer                     |              | 18287827 | BW             |
| Mühlenstraße 27 53° 4′ 56″ N, 9° 50′ 52″ O      | Windmühle                 |              | 18287847 | Weitere Bilder |
| Mühlenstraße 27 53° 4′ 57″ N, 9° 50′ 51″ O      | Treppenspeicher           |              | 32772131 |                |
| Surbosteler Straße 5 53° 3′ 36″ N, 9° 50′ 58″ O | Schafstall                |              | 18287630 | BW             |

### Insel
| Lage                                      | Bezeichnung              | Beschreibung | ID       | Bild |
| ----------------------------------------- | ------------------------ | ------------ | -------- | ---- |
| Aueweg 1 53° 8′ 53″ N, 9° 45′ 33″ O       | Backhaus                 |              | 18289094 | BW   |
| Aueweg 3 53° 8′ 56″ N, 9° 45′ 35″ O       | Backhaus                 |              | 18289102 | BW   |
| Hauptstraße 26 53° 8′ 56″ N, 9° 45′ 30″ O | Backhaus                 |              | 18289098 | BW   |
| Höpen 1A 53° 8′ 9″ N, 9° 47′ 55″ O        | Wohn-/Wirtschaftsgebäude |              | 18288751 | BW   |
| Reinsehlen 1 53° 9′ 8″ N, 9° 48′ 27″ O    | Schafstall               |              | 32742286 | BW   |
| Reinsehlen 1 53° 9′ 8″ N, 9° 48′ 23″ O    | Göpelschuppen            |              | 32742310 | BW   |
| Reinsehlen 1 53° 9′ 9″ N, 9° 48′ 29″ O    | Backhaus                 |              | 32742248 | BW   |
| Reinsehlen 2 53° 9′ 16″ N, 9° 48′ 27″ O   | Bachaus                  |              | 32742395 | BW   |
| Reinsehlen 2 53° 9′ 13″ N, 9° 48′ 36″ O   | Wohn-/Wirtschaftsgebäude |              | 32742350 | BW   |
| Reinsehlen 2 53° 9′ 11″ N, 9° 48′ 37″ O   | Schafstall               |              | 32742372 | BW   |
| Wittenkamp 7 53° 8′ 40″ N, 9° 46′ 16″ O   | Wohn-/Wirtschaftsgebäude |              | 18288897 | BW   |

### Langeloh
| Lage                                                    | Bezeichnung    | Beschreibung                                      | ID       | Bild           |
| ------------------------------------------------------- | -------------- | ------------------------------------------------- | -------- | -------------- |
| Gröps 1 53° 3′ 40″ N, 9° 49′ 13″ O                      | Speicher       |                                                   | 18287634 | BW             |
| Gröps 2 53° 3′ 33″ N, 9° 49′ 1″ O                       | Stall          |                                                   | 18287622 | BW             |
| Freyerser Straße 52 53° 4′ 47″ N, 9° 49′ 22″ O          | Scheune        |                                                   | 18287831 | BW             |
| Hemsener Weg                                            | Speicher       | nicht mehr im Denkmalatlas verzeichnet (04.10.21) |          |                |
| Langeloher Straße 53° 4′ 0″ N, 9° 48′ 7″ O              | Kriegerdenkmal |                                                   | 18287721 | Weitere Bilder |
| Langeloher Straße 45 53° 3′ 42″ N, 9° 47′ 7″ O          | Speicher       |                                                   | 18287642 | BW             |
| Gröpser Heg 6 OT Reimerdingen 53° 2′ 59″ N, 9° 48′ 5″ O | Speicher       |                                                   | 18287568 | BW             |
| Gröpser Heg 6 OT Reimerdingen 53° 2′ 59″ N, 9° 48′ 7″ O | Speicher       |                                                   | 18287564 | BW             |
| Hof Vorwerk 1 53° 4′ 18″ N, 9° 47′ 3″ O                 | Scheune        |                                                   | 18287783 | BW             |
| Hof Vorwerk 1 53° 4′ 15″ N, 9° 47′ 5″ O                 | Speicher       |                                                   | 18287755 | BW             |
| Hof Vorwerk 1 53° 4′ 15″ N, 9° 47′ 7″ O                 | Backhaus       |                                                   | 18287747 | BW             |
| Wieckhorster Dorfstraße 1                               | Scheune        | nicht mehr im Denkmalatlas verzeichnet (04.10.21) |          |                |

### Lünzen

#### Gruppe Wassermühle Lünzen
Die Gruppe „Wassermühle Lünzen“ hat die ID 32686894.
| Lage                                            | Bezeichnung | Beschreibung | ID       | Bild           |
| ----------------------------------------------- | ----------- | --- | -------- | -------------- |
| An der Wassermühle 4 53° 6′ 33″ N, 9° 41′ 25″ O | Mühle       | 1785 errichtete, 1913 aufgestockte Doppelrad-Wassermühle in oder an einem zweigeschossigen Fachwerkbau mit Ziegelausfachungen | 18288286 | Weitere Bilder |
| An der Wassermühle 4 53° 6′ 33″ N, 9° 41′ 25″ O | Sägewerk    | | 18288295 |                |

#### Einzelbaudenkmale
| Lage                                          | Bezeichnung | Beschreibung | ID       | Bild |
| --------------------------------------------- | ----------- | ------------ | -------- | ---- |
| Alte Landstraße 6 53° 6′ 36″ N, 9° 41′ 36″ O  | Wohnhaus    |              | 18288299 | BW   |
| Alte Landstraße 10 53° 6′ 38″ N, 9° 41′ 42″ O | Wohnhaus    |              | 37076209 | BW   |

### Schneverdingen
| Lage                                          | Bezeichnung               | Beschreibung | ID       | Bild |
| --------------------------------------------- | ------------------------- | --- | -------- | ---- |
| Am Kirchhof 53° 6′ 42″ N, 9° 47′ 42″ O        | Neuer Friedhof            | | 18292084 |      |
| Am Kirchhof 53° 6′ 44″ N, 9° 47′ 50″ O        | Begräbnisstätte           | | 18288307 |      |
| Am Kirchhof 53° 6′ 43″ N, 9° 47′ 43″ O        | Begräbnisstätte           | | 18288315 | BW   |
| Am Kirchhof 53° 6′ 47″ N, 9° 47′ 41″ O        | Begräbnisstätte           | | 18288355 | BW   |
| Am Kirchhof 53° 6′ 47″ N, 9° 47′ 40″ O        | Begräbnisstätte           | | 18288359 | BW   |
| Am Kirchhof 53° 6′ 46″ N, 9° 47′ 38″ O        | Kriegerdenkmal            | | 18288347 |      |
| Am Kirchhof 53° 6′ 46″ N, 9° 47′ 38″ O        | Gedenktafel               | | 18288331 |      |
| Bergstraße 53° 6′ 59″ N, 9° 47′ 29″ O         | Kapelle                   | | 18288379 |      |
| Harburger Straße 10 53° 7′ 8″ N, 9° 47′ 24″ O | Villa                     | Gründerzeitliche Villa - Baujahre: 1896-1902 Der zweigeschossige Massivbau wurde vom Wegebaumeister Ropeter im Stil der Neurenaissance mit Jugendstilelementen erbaut. | 18288398 |      |
| Harburger Straße 20 53° 7′ 8″ N, 9° 47′ 31″ O | Wohnhaus                  | | 18288402 | BW   |
| Kirchstraße 53° 7′ 2″ N, 9° 47′ 15″ O         | Ev. Kirche Peter und Paul | | 18288387 |      |
| Verdener Straße 4 53° 7′ 3″ N, 9° 47′ 17″ O   | Wohnhaus                  | Gründerzeitliches Wohn- und Geschäftshaus | 18288394 |      |

### Wesseloh

#### Gruppe Hofanlage Fischbachstraße
Die Gruppe „Hofanlage Fischbachstraße“ hat die ID 32686855.
| Lage                                           | Bezeichnung              | Beschreibung                                                            | ID       | Bild |
| ---------------------------------------------- | ------------------------ | ----------------------------------------------------------------------- | -------- | ---- |
| Fischbachstraße 39 53° 11′ 15″ N, 9° 44′ 27″ O | Wohn-/Wirtschaftsgebäude | Das älteste Gebäude des Hofes wurde Anfang des 17. Jahrhunderts erbaut. | 32742032 | BW   |
| Fischbachstraße 39 53° 11′ 14″ N, 9° 44′ 26″ O | Wohn-/Wirtschaftsgebäude |                                                                         | 32741960 | BW   |
| Fischbachstraße 39 53° 11′ 13″ N, 9° 44′ 26″ O | Backhaus                 | Historisches Backhaus                                                   | 32742058 |      |

#### Gruppe Wassermühle
Die Gruppe „Wassermühle“ hat die ID 32686842.
| Lage                                       | Bezeichnung              | Beschreibung | ID       | Bild |
| ------------------------------------------ | ------------------------ | ------------ | -------- | ---- |
| Eggersmühlen 1 53° 10′ 32″ N, 9° 44′ 13″ O | Wohn-/Wirtschaftsgebäude |              | 32742508 | BW   |
| Eggersmühlen 1 53° 10′ 30″ N, 9° 44′ 11″ O | Mühlengebäude            |              | 32742105 |      |
| Eggersmühlen 1 53° 10′ 34″ N, 9° 44′ 14″ O | Wohn-/Wirtschaftsgebäude |              | 32742156 | BW   |
| Eggersmühlen 1 53° 10′ 29″ N, 9° 44′ 15″ O | Stauteich                |              | 32742131 |      |

### Wintermoor
Die Gegend um Wintermoor wurde bereits um das Jahr 1580 im Ämteratlas des Fürstentum Lüneburg genannt. Die tatsächliche Besiedlung begann im Jahre 1794. Es waren Häuslinge aus dem Ort Insel.
| Lage                                         | Bezeichnung            | Beschreibung | ID       | Bild |
| -------------------------------------------- | ---------------------- | --- | -------- | ---- |
| Vor den Höfen 10 53° 10′ 44″ N, 9° 47′ 38″ O | Backhaus               | Das Backhaus wurde 1946 errichtet. Ein Vorgängerbau war wahrscheinlich im Zweiten Weltkrieg zerstört worden. Es ist ein Backsteingewölbe mit einem Putz aus Lehm und einem Dach mit Grassoden.        | 18289515 | BW   |
| Vor den Höfen 20 53° 10′ 52″ N, 9° 47′ 35″ O | Wohnwirtschaftsgebäude | Das Wohnwirtschaftsgebäude wurde gegen Ende des 19. Jahrhunderts aus Rohziegel erbaut. Das Dach ist strohgedeckt, eins der wenigen im Heidekreis. Der Bau wurde ähnlich einem Vierständerhaus erbaut. | 18289519 | BW   |

### Zahrensen

#### Gruppe Hofanlange Zahrenhusenstraße 2
Die Gruppe „Hofanlange Zahrenhusenstraße 2“ hat die ID 32686881.

| Lage                                           | Bezeichnung              | Beschreibung | ID       | Bild |
| ---------------------------------------------- | ------------------------ | ------------ | -------- | ---- |
| Zahrenhusenstraße 2 53° 6′ 46″ N, 9° 45′ 49″ O | Wohn-/Wirtschaftsgebäude |              | 18288335 | BW   |
| Zahrenhusenstraße 2 53° 6′ 46″ N, 9° 45′ 50″ O | Schweinestall            |              | 18288323 | BW   |